# Dekanat Rajgród
Dekanat Rajgród – jeden z 22 dekanatów w rzymskokatolickiej diecezji ełckiej.

## Parafie
W skład dekanatu wchodzi 5 parafii:
- parafia Matki Bożej Nieustającej Pomocy i św. Antoniego – Borzymy
- parafia Matki Bożej Częstochowskiej – Pruska
- parafia Narodzenia Najświętszej Maryi Panny – Rajgród
- parafia św. Wojciecha – Rydzewo
- parafia Matki Bożej Gromnicznej – Wiśniowo Ełckie

## Sąsiednie dekanaty
Augustów – św. Bartłomieja Apostoła, Ełk – MB Fatimskiej, Ełk – Miłosierdzia Bożego, Grajewo (diec. łomżyńska), Knyszyn (archidiec. białostocka), Lipsk